# Joža Lovrenčič
Joža Lovrenčič (Creda, 2 marzo 1890 – Lubiana, 11 dicembre 1952) è stato un poeta sloveno simbolista ed espressionista.

## Biografia
Dopo aver conseguito il dottorato in slavistica e filologia classica nel 1915 all'Università di Graz, insegnò nelle scuole superiori di Gorizia, Trieste e Lubiana. Si avvicinò agli scrittori cattolici che ruotavano attorno alla rivista Dom in svet diretta da Izidor Cankar.
È considerato l'iniziatore dell'espressionismo sloveno, in particolare per via della raccolta poetica Deveta dežela (1917). Per la rivista Dom in svet pubblicò dal 1915 al 1921 il poema epico Trentar Studente (Lo studente di Trenta), che racconta il mito del Faust in chiave slovena. Scrisse anche leggende, racconti e opere per i ragazzi, e tradusse dall'italiano allo sloveno il Pinocchio di Carlo Collodi e alcune novelle di Grazia Deledda.

## La poetica
Le poesie di Lovrenčič sono incluse in tutte le più importanti antologie della poesia slovena. Pioniere dell'espressionismo, è considerato l'ideatore del verso libero. Sebbene costituiscano la minoranza di tutta la sua opera, le poesie espressioniste di Lovrenčič mostrano la sua complessa personalità, i cambiamenti nella sua vita, il profondo attaccamento al cristianesimo, l'indole pedagogica e l'affinità con il mondo dell'antichità romana e greca.

## Opere
- Padre nostro (1915, raccolta)
- Il paese delle fiabe (1917, raccolta)
- Lo studente di Trenta (1939, poema epico)
- Publius in Hispala (1927, racconto)
- Tiho življenje ("Vita silenziosa", 1931, racconto)
- Cerovščkov gospod (Il prete di casa Cerovšček, romanzo)